# Rainer Richter
Rainer Max Georg Richter (* 3. Februar 1947 in Detmold) ist ein deutscher Psychotherapeut, Hochschullehrer und Kammerfunktionär. Von 2005 bis 2015 bekleidete er das Amt des Präsidenten der Bundespsychotherapeutenkammer (BPtK).

## Werdegang
1967 nahm Richter sein Studium der Psychologie an der Georg-August-Universität Göttingen und der Universität Basel auf, das er 1974 mit seiner Promotion zum Dr. phil. beendete. 1985 habilitierte er sich in den Fächern Medizinische Psychologie und Psychosomatik. Im Anschluss absolvierte Richter seine psychotherapeutische Ausbildung im analytischen Therapieverfahren der Deutschen Psychoanalytischen Vereinigung (DPV). 1992 wurde Richter als Professor an das Universitätsklinikum Hamburg-Eppendorf berufen. Seit dem Jahr 2000 war er geschäftsführender Direktor des Instituts für Psychotherapie der Universität Hamburg.
Nach der gesetzlichen Reformierung der psychotherapeutischen Heilkunde und der Verabschiedung des Psychotherapeutengesetzes (PsychThG) wurde Richter 1999 in den neu entstandenen Wissenschaftlichen Beirat Psychotherapie (WBP) gewählt, wo er maßgeblichen Einfluss auf die Psychotherapie-Reform nehmen und die Positionen der Psychologischen Psychotherapeuten sowie Kinder- und Jugendlichenpsychotherapeuten gegenüber der Ärzteschaft stärken konnte. Durch seine Unterstützung und aktive Mitgestaltung der neu entstandenen Psychotherapeutenkammern trug er außerdem zum wachsenden Selbstverständnis der nichtärztlichen Psychotherapeuten bei.
Richter wurde 2012 emeritiert und übergab 2015 nach Ablauf seiner Amtszeit im BPtK-Vorstand das Amt an seinen Nachfolger Dietrich Munz.

## Positionen und Kritik
In seiner Amtszeit als Präsident der Bundespsychotherapeutenkammer setzte er sich offensiv für die Professionalisierung und Emanzipierung des Berufsbildes ein. Insbesondere von den deutschen Ärztekammern wurde sein Wirken kritisch hinterfragt. Trotz heftiger Widerstände setzte er maßgebliche Reformen in der psychotherapeutischen Versorgung durch und erweiterte gegen die Kritik der Ärztevertreter die Befugnisse der Psychotherapeuten.

Richter äußerte dazu am Ende seiner Amtszeit rückblickend:
„Mein größtes Anliegen war es, die gemeinsame professionelle Identität der deutschen Psychotherapeuten zu stärken.“
Nach Novellierung bzw. Inkrafttreten der länderspezifischen Heilberufe-Kammergesetze Mitte der 1990er-Jahre forcierte Richter die Eigenständigkeit der Landespsychotherapeutenkammern. Richter weiter:
„Die Kammern stehen für ein neues berufliches Selbstverständnis. Sie sind die Basis, auf der alle Psychotherapeuten ihre beruflichen Standards setzen und ihre Interessen ausgleichen, um politisch entscheidungs- und handlungsfähig zu werden. Sie sind das gemeinsame Band, wichtiger als Verbände und Verfahren.“
Unter Richters Regentschaft wurden seitens der Kammern deutliche Impulse für die Umsetzung des am 23. Juli 2015 in Kraft getretenen GKV-Versorgungsstärkungsgesetzes (GKV-VSG) gesetzt, so zum Beispiel die umstrittene „Psychotherapeutische Sprechstunde“ innerhalb des Kassenärztlichen Versorgungssystems oder Befugniserweiterungen wie die Verordnung von medizinischen Rehabilitationen, Krankentransporten, Krankenhauseinweisungen oder Soziotherapie. Gleichzeitig kritisierte er die aus seiner Sicht fehlerhafte Bedarfsplanung im Sinne einer ausreichenden Patientenversorgung und den möglichen Abbau einer „fiktiven Überversorgung“ im Bereich der Psychotherapie durch das Gesetz.

## Privates
Richter ist verheiratet mit Hertha Richter-Appelt und hat zwei Kinder.

## Ehrungen
2012 erschien eine Sonderausgabe der Zeitschrift „Psychodynamische Psychotherapie PdP“ zum 65. Geburtstag von Rainer Richter.
Am 16. November 2023 wurde Rainer Richter in Berlin in einer Festveranstaltung von der Bundespsychotherapeutenkammer für sein Lebenswerk mit dem „Diotima-Ehrenpreis der Deutschen Psychotherapeutenschaft“ geehrt.